# Inverhuron
Inverhuron är ett samhälle i Ontario, Kanada. Inverhuron har ca 200 fast boende och ca 400 säsongsboende och är en del av kommunen Kincardine. Samhället ligger vid Huronsjön.
Inverhuron ligger vid ett av världens största kärnkraftverk, Bruce kärnkraftverk.